# Caterina Sylos Labini
Caterina Sylos Labini (Matera, 5 ottobre 1954) è un'attrice e doppiatrice italiana.

## Biografia
Nata a Matera e cresciuta a Bari, ha conseguito il diploma di arte drammatica presso l'Accademia nazionale d'arte drammatica "Silvio D'Amico" di Roma. Tra il 1979 e il 1980 appare in Rai in veste di signorina buonasera per la neonata Rete 3 (l'attuale Rai 3). Negli anni 1980 partecipa alla trasmissione di Italia 1 Drive In, interpretando la moglie dell'onorevole Nicola Coccovace. Oltre a una ragguardevole attività teatrale, come attrice acquista notorietà con i film Ladri di saponette e Stefano Quantestorie, entrambi diretti da Maurizio Nichetti, ottenendo due candidature al Ciak d'oro per la migliore attrice non protagonista. In ambito radiofonico ha recitato in programmi comici o in radiodrammi di ispirazione letteraria. Per la televisione appare nel cast di numerose serie, tra cui Pazza famiglia, Un posto al sole e Baldini e Simoni. Dal 2001 al 2018 ha fatto parte del cast regolare della serie televisiva Don Matteo, interpretando il ruolo di Caterina dalla seconda all'undicesima stagione.

## Filmografia

### Cinema
- Dancing Paradise, regia di Pupi Avati (1982)
- Ladri di saponette, regia di Maurizio Nichetti (1989)
- Stefano Quantestorie, regia di Maurizio Nichetti (1993)
- Figli di Annibale, regia di Davide Ferrario (1998)
- La casa delle donne regia di Domenico Mongelli, Mimmo Mongelli (2003)
- Natale a Rio, regia di Neri Parenti (2008)
- Gli amici del bar Margherita, regia di Pupi Avati (2009)

### Televisione
- Il soldatino – film TV (1980)
- Caterina in mezzo al mare – film TV (1980)
- La ballata di Cocciadura – film TV (1980)
- Chi ha fatto ha fatto – film TV (1980)
- Drive In – programma TV (1983)
- Aeroporto internazionale – serie TV (1985)
- Proffimamente non stop – programma TV (1987)
- Io Jane, tu Tarzan – programma TV (1989)
- Pazza famiglia – serie TV (1995)
- Pazza famiglia 2 – serie TV (1996)
- Il goal del Martin Pescatore – film TV (1997)
- Ritornare a volare , regia di Ruggero Miti – miniserie TV (1998)
- Un posto al sole – soap opera (1998)
- Baldini e Simoni – serie TV (1999)
- Don Matteo – serie TV (2001-2018)
- Callas e Onassis, regia di Giorgio Capitani – miniserie TV (2005)
- Il giudice Mastrangelo – serie TV (2005)
- Distretto di Polizia 6 – serie TV, 4 episodi (2006)
- Agata e Ulisse, regia di Maurizio Nichetti – film TV (2011)
- Complimenti per la connessione – serie TV (2017)
- Imma Tataranni - Sostituto procuratore – serie TV, episodio 2x04 (2021)

## Doppiaggio

### Cinema
- Phoebe Cates in Gremlins
- Martha Plimpton in I Goonies
- Philippine Leroy-Beaulieu in Tre uomini e una culla
- Helena Bonham Carter in Camera con vista
- Mia Sara in Legend
- Delia Casanova in Il segreto
- Diane Lane in Love Dream
- Amanda Plummer in La mia vita senza me
- Dai Wenyan in Shanghai Dreams
- Tasma Walton in BlackJack
- Luna in La luna nel deserto

### Serie animate
- Nonna in Zou

## Riconoscimenti
- Ciak d'oro
  - 1989 – Candidatura alla migliore attrice non protagonista per Ladri di saponette
  - 1993 – Candidatura alla migliore attrice non protagonista per Stefano Quantestorie